# Giannina Braschi
Pour les articles homonymes, voir Braschi.
Giannina Braschi (née le 5 février 1953 à San Juan, Porto Rico), est une poétesse et romancière portoricaine qui écrit en anglais, espagnol et spanglish. Professeure d'espagnol (Rutgers), elle est l'auteure de cinq recueils de poésie et a reçu de nombreux prix.
D'origine hispanophone, la première œuvre de Braschi prend la forme d’une trilogie poétique en espagnol : Asalto al tiempo (1981), La comedia profana (1985) puis L'Empire des rêves (1988). Elle fut publiée pour la première fois en 1994 en un seul volume, dans une traduction de Tess O’Dwyer sous le titre anglais suivant : Empire of Dreams (Yale). Salué par la critique, le livre est remarqué pour sa richesse transgénérique, ses jeux linguistiques, son inventivité et l’originalité de son expression, perceptibles à travers une multitude de voix, une véritable polyphonie bakhtinienne qu’on retrouve dans United States of Banana. Cet ouvrage fut suivi en 1998 par Yo-Yo Boing!, un roman qualifié par l’auteure elle-même d’ « expérimental ». Oscillant entre l’espagnol, l’anglais et le « spanglish », le trilinguisme de cette œuvre inclassable démontre une souplesse linguistique étonnante, en même temps qu’il met en scène une confusion fondamentale qui reflète la « schizophrénie » de la double appartenance culturelle et linguistique de l’immigrée. Nul doute que la virtuosité stylistique dont fait preuve United States of Banana provienne de ces voix multiples qui créent un espace original où l’identité devient l’esthétique et l’esthétique l’identité.

## Biographie
Adolescente à San Juan, Giannina Braschi s’est classée première en 1966 au tournoi national de l’US Tennis Association à Porto Rico, devenant ainsi la plus jeune joueuse de tennis à remporter le prix de Women’s Division sur l’île. Son père, Euripides « Pilo » Braschi, était lui-aussi un champion de tennis. Elle a également été membre fondatrice de la chorale d’enfants de San Juan (« Coro de niños de San Juan »), sous la direction musicale d'Evy Lucio. Elle a été mannequin pendant son adolescence.
Dans les années 1970, Giannina Braschi a été étudiante en littérature à Madrid, Rome, Paris et Londres, avant de s’installer à New York en 1977. Elle a obtenu un doctorat Philosophiæ doctor ou PhD) en littératures hispaniques à l'université d'État de New York, (Stony Brook, 1980) et a enseigné à l'université Rutgers, à l'université de la ville de New York et à l'université Colgate. Elle a été correspondante étrangère pour le magazine Grazie (2001-2002).
Dans les années 1980, les premiers écrits de Braschi étaient de nature savante et se concentraient sur les titans du Siècle d'or espagnol, ainsi que sur les poètes d’avant-garde d’Amérique latine et d’Espagne. Elle a publié un livre sur le poète romantique Gustavo Adolfo Becquer et des essais sur Cervantes, Garcilaso, César Vallejo, Juan Ramón Jiménez et Federico García Lorca. Plus tard, elle est obsédée par les œuvres dramatiques et philosophiques d’auteurs français, allemands, polonais, irlandais et russes. Bien que catégorisées comme des romans, ses œuvres ultérieures de genre mixte sont expérimentales par le style et la forme et célèbrent des influences étrangères. Dans l’édition du 50e anniversaire de l’Evergreen Review, Braschi note qu’elle se considère « plus française que Beckett, Picasso et Gertrude Stein » et croit qu’elle est la « petite-fille d’Alfred Jarry et Antonin Artaud, l'enfant bâtard de Samuel Beckett et James Joyce, la demi-sœur de Heiner Müller, la proche parente de Tadeusz Kantor, et l'amante de Witkiewicz ».
Dans les années 1980, Braschi fait irruption sur la scène de la poésie « nuyoricaine » (scène portoricaine de New York) avec des spectacles d’expression orale (spoken word) d’intensité rythmique, pleins d’humour et de politique anti-impérialistes. Ses poèmes en prose ont été écrits, récités et publiés entièrement en espagnol au cours de cette période. Son premier recueil de poésie en prose espagnole, Asalto de tiempo, a été connu à Barcelone en 1980 et a été suivi par La Comedia profana en 1985 et L'Empire des rêves  en 1988. New York est le site et le sujet d’une grande partie de son œuvre. Dans un épisode dramatique de « Pastoral; or the Inquisition of Memories » (« Pastorale; ou l’Inquisition des souvenirs »), des bergers envahissent la 5e avenue pendant la Parade du jour de Porto Rico et prennent le contrôle de la ville de New York; les bergers sonnent les cloches de la cathédrale Saint-Patrick et saisissent la plateforme d’observation de l’Empire State Building.
Dans les années 1990, Giannina Braschi a commencé à écrire des dialogues dramatiques en anglais, espagnol et spanglish.

### États-Unis de Banana
United States of Banana/États-Unis de Banana,(2011) roman postcolonial, est son plus célèbre livre, sa première œuvre écrite entièrement en anglais; c’est un roman postmoderne dramatique qui décrit le changement des pouvoirs dans le monde après les attentats du 11 septembre 2001. Le roman est une critique poétique du capitalisme du 21e siècle. Les personnages principaux : Hamlet, Zarathustra, Giannina -l'auteure- et la statue de la Liberté prennent le ferry à partir du Ground Zero pour libérer Segismundo du cachot où son père, le roi des États-Unis de Banana, l'a séquestré il y a 100 ans.Comme caméos on voit des dirigeants de l’aile gauche de l’Amérique latine Fidel Castro, Raúl Castro, Hugo Chávez, Cristina Kirchner et Evo Morales.
- (es) Estados Unidos de Banana, Madrid, AmazonCrossing, 2016, 246 p. (ISBN 978-1-5039-3404-7)
- (en) United States of Banana, AmazonCrossing, 2011, 305 p. (ISBN 978-1-61109-067-3)

### Yo-Yo Boing!
Yo-Yo Boing! (AmazonCrossing) est écrit en spanglish, mélange d'anglais et d'espagnol. Il permet à un hispanophone ne connaissant que peu l'anglais et à un anglophone parlant l'espagnol de communiquer sans gros problèmes. Pendant des décennies, les auteurs dominicains et portoricains ont mené une « révolution linguistique », a noté le The Boston Globe et « Giannina Braschi, surtout dans son roman Yo-Yo Boing!, en témoigne ». Ce roman est expérimental par sa forme et radical dans son mépris des lois de l’anglais comme langue unique, des campagnes de nettoyage ethnique et de la censure corporative.
- (en) Yo-Yo Boing!, AmazonCrossing, 2011, 249 p. (ISBN 978-1-61109-089-5)
- (en) Yo-Yo Boing!, Latin American Literary Review Press, 1998, 205 p. (ISBN 978-0-935480-97-9)

### L'Empire des rêves
Trilogie de poésie post-moderne El imperio de los sueños/L'Empire des rêves  (1988).
- (en) Empire of Dreams, Yale University Press, 1994, 219 p. (ISBN 978-0-300-05795-9, lire en ligne)
- (es) El imperio de los sueños, Barcelone, Anthropos Editorial del hombre, 1988
- (es) El imperio de los sueños, Rio Piedras, Editorial de la Universidad de Puerto Rico, 2000

### Autres
- (es) Libro de payasos y bufones, Milan, Grafica Uno, Giorgio Upiglio, 1987
- (es) La comedia profana, Anthropos Editorial del hombre, Barcelone, 1985, 194 p. (ISBN 978-84-85887-68-2, lire en ligne)
- (es) Asalto al tiempo, Barcelone, Ambitos Literarios, 1980

### Œuvres scientifiques
- (es) Breve tratado del poeta artista', Cuadernos Hispanoamericanos, 1986, chap. 433-36
- (es) La gravedad de la armonía en ‘Soledades galerías y otros poemas’ de Machado, Plural, 1983
- (es) La poesía de Bécquer : El tiempo de los objetos o los espacios de la luz, Costa Amic, Mexico, 1982
- (es) La Metamorfosis del ingenio en la Égloga III de Garcilaso, Revista canadiense de estudios hispánicos, 1979
- (es) Cinco personajes fugaces en el camino de Don Quijote, Cuadernos Hispanoamericanos, 1977, chap. 328

## Réception
Giannina Braschi, membre du National Endowment for the Arts, est considérée comme une voix influente et révolutionnaire dans la littérature latino-américaine contemporaine. Son travail a été décrit comme une « fusion synergique qui marque de façon déterminante les expériences vécues par les hispaniques américains ». Écrit en anglais, en spanglish et en espagnol, l’œuvre de Braschi cherche à saisir l’expérience culturelle des 50 millions d’hispaniques des États-Unis et cherche également à explorer les trois options politiques de Porto Rico : nation, colonie ou état dans une fédération. Sur le manque de souveraineté de l’île, Braschi a déclaré: « La liberté n’est pas une option – c’est un droit de l’homme. ».
Elle a remporté des prix et des bourses du National Endowment for the Arts, New York Foundation for the Arts, du Centre Américain du PEN international, de la Fondation Ford; et aussi de InterAmericas, Danforth Scholarship, Reed Foundation, El Diario, Rutgers University et Puerto Rican Institute for Culture. Après la publication de United States of Banana, le magazine CARAS a nommé Braschi “l’une des portoricaines les plus influentes en 2012”,
Alicia Ostriker, poétesse et savant féministe, a fait l’éloge de L'Empire des rêves  de Braschi, qui met en vedette le rôle du genre et le travestissement, pour son « énergie érotique absolue qui défie la définition et le dogme ». « Ces trois livres, qui ont gagné des prix, ont été publiés ensemble en tant que volume inaugural de la section Littérature du Monde en traduction de la bibliothèque de Yale »

### Prix
- New York Foundation for the Arts Fellowship, 2010[2].
- New York Foundation for the Arts Fellowship, 2000[2].
- PEN American Center’s Open Book Awards, 1999[2].
- el diario/La Prensa’s Outstanding Latina of 1999.
- American Library Association’s 1999 Notable Book Award Nominee.
- National Endowed Distinguished Chair at Colgate University, 1997[2].
- Reed Foundation, Poetry Grant, 1997[2].
- National Endowment for the Arts, Creative Writing Fellowship, 1995[23].
- InterAmericas, Poetry Grant, 1994.
- Puerto Rican Institute of Culture, Poetry Grant, 1994[2].
- Painted Bride Art Center, Poetry Grant, 1989-90.
- Instituto de Cultura Puertorriqueña, Travel Grant, 1988-89[2].
- Rutgers University Faculty Award, 1983.
- Instituto de Cooperación Iberoamericana, Madrid, 1980.
- Poetry Award, Instituto de Puerto Rico en New York, 1979.
- Ford Foundation Fellowship, 1978-1980[2].
- Danforth Scholarship, 1978-1980[2].